# Pullman Palace Car Company

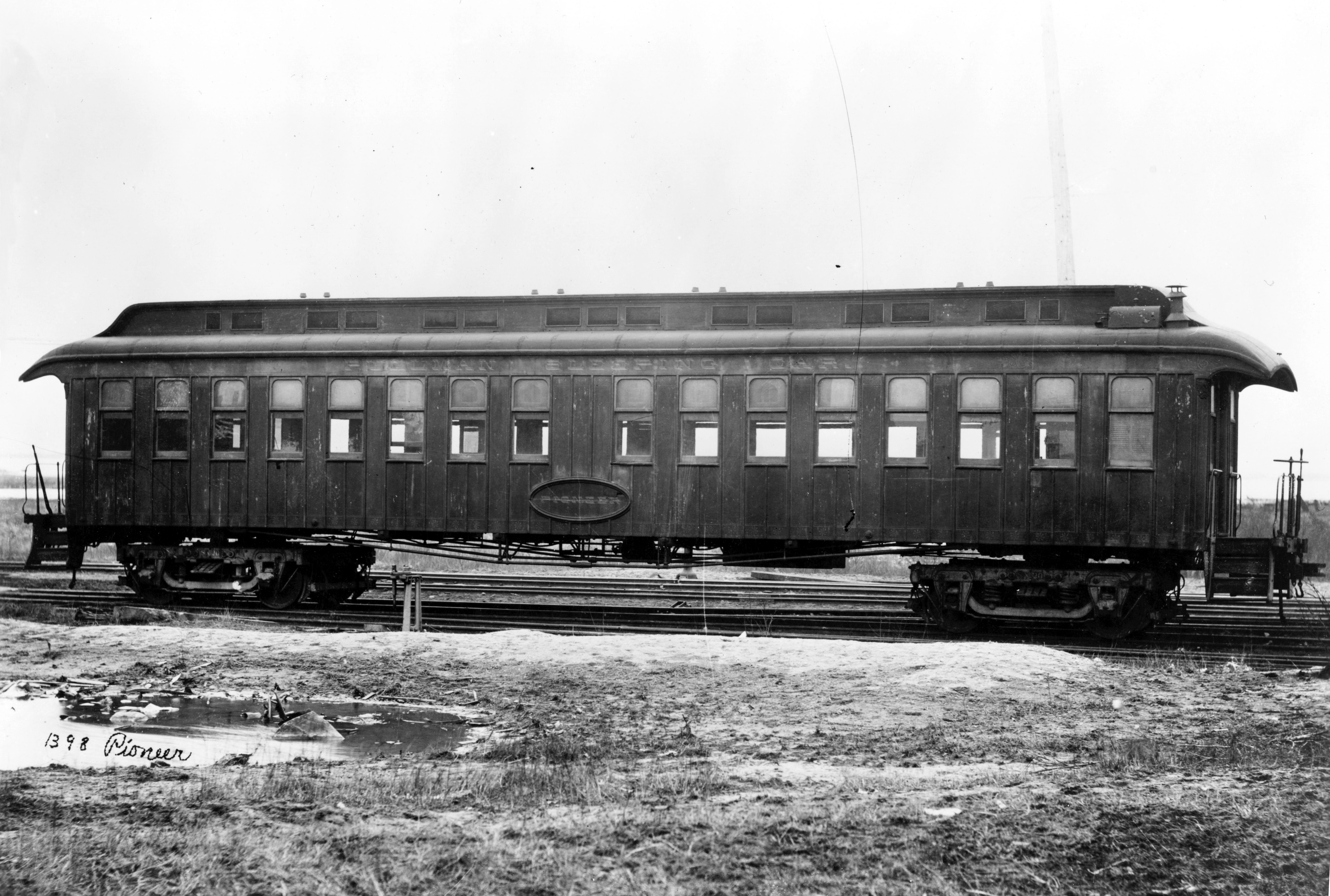
Voiture-lits construite par Pullman avec caisse en bois.

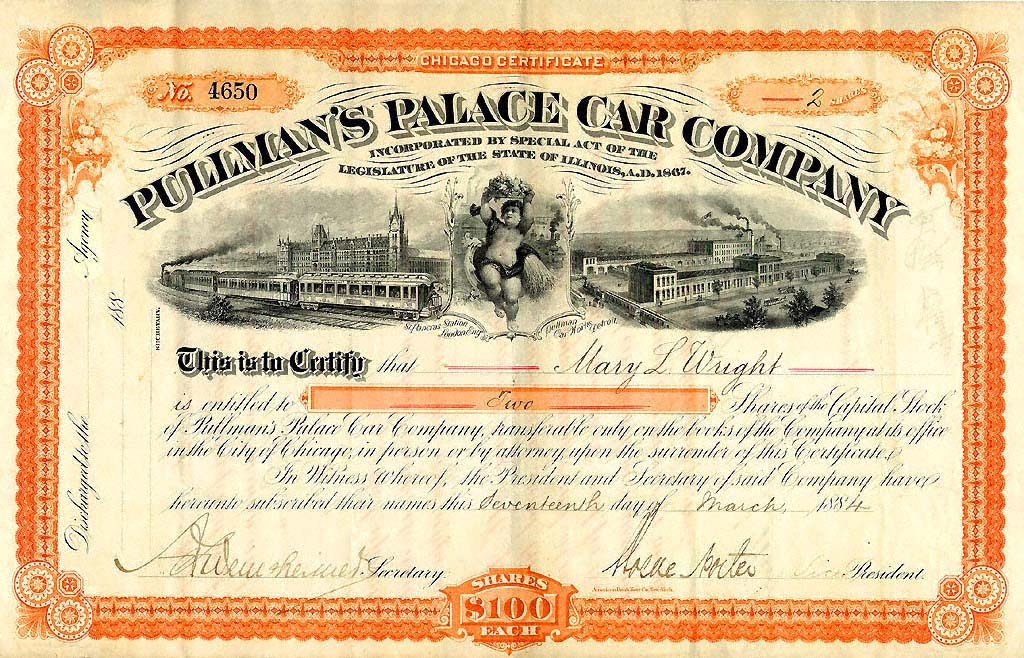
Actions de la compagnie

La Pullman Palace Car Company, est une société américaine, fondée le 22 février 1867 par George Pullman à Chicago. Elle construisit des wagons de chemin de fer et développe les concession de voyage en  wagon-lits.
En 1900, le 1er janvier, la firme devient  la  Pullman Company.
La Pullman Palace Car Company reprend les actifs des sociétés suivantes : 
- la Pullman Pacific Car Company, le 31 juillet 1884[2],
- l'Erie and Atlantic Sleeping Coach Company en juillet 1888,
- la Pullman Southern Car Company, le 10 janvier 1894,

La production a lieu sur le site de Chicago à partir de 1880.